# Шапоренко Лідія Федорівна
Лідія Федорівна Шапоренко (17 вересня 1939 , Миколаївська область  — 23 червня 1996 , Первоуральськ, Свердловська область ) — радянська та російська акторка театру та кіно.

## Біографія
Народилася 17 вересня 1939 року в Україні в радгоспі «Буденний» Миколаївської області. Закінчила студію при Ставропольському театрі. Після закінчення училища запрошена до Москви і грала у Московському драматичному театрі ім. М. В. Гоголя близько десятиріччя. Відсутність великих ролей у театрі підштовхнуло акторку повернутися до Ставрополя.
Дебютувала в кіно у 1959 році, зігравши невелику роль у кінокомедії «Вона вас кохає!», а в 1960 — зіграла головну роль у фільмі режисера Іскри Бабич «Перше побачення». Загалом акторка знялася у п'яти кінострічках.
На початку 1970-х режисер Семен Рейнгольд запросив її до Пензенського драматичного театру імені А. В. Луначарського, де довгий час вона була однією з найпопулярніших акторок. Проте зловживання алкоголем і порушення дисципліни призвели до її звільнення з театру в 1994 році.
Після цього Лідія Шапоренко переїхала до Первоуральська, де проживала її дочка. Влаштувалася до міського театру, але встигла зіграти лише одну роль, тому що у неї діагностували рак стравоходу. 23 червня 1996 року на 57-му році життя померла. Похована у місті Первоуральськ.

## Творчість

### Роботи у театрі

#### Пензенський драматичний театр
- «Віяло леді Віндермір»
- «Гусарська елегія»

#### Первоуральський театр
- "Хіба можна не любити Памелу? "

### Фільмографія
1. 1956 — Вона вас кохає — студентка, подруга Олі (немає в титрах)
2. 1960 — Перше побачення — Валентина Калитіна
3. 1961 — Мир тому, хто входить — Барбара, німкеня
4. 1963 — Господиня Ведмежої річки — Світлана
5. 1966 — Товариш пісня (новела 3, «Пісня на світанку») — Валентина